# Zonopterus corbetti
Zonopterus corbetti är en skalbaggsart som beskrevs av Charles Joseph Gahan 1906. Zonopterus corbetti ingår i släktet Zonopterus och familjen långhorningar.
Artens utbredningsområde är Burma. Inga underarter finns listade i Catalogue of Life.